# セルウィリア・カエピオニス
セルウィリア・カエピオニス（ラテン語: Servilia Caepionis, 紀元前100年頃 - 紀元前42年以降）は、共和政ローマ末期の女性。ガイウス・ユリウス・カエサルが最も愛した女性とも言われ、娘テルティアをもカエサルに捧げたと噂された。
セルウィリウス氏族の小カエピオの娘で、祖父は大カエピオ。弟はクィントゥス・セルウィリウス・カエピオ、異父弟はカエサルの政敵マルクス・ポルキウス・カト・ウティケンシス（小カト）。息子にガイウス・ユリウス・カエサル暗殺事件に関与したマルクス・ユニウス・ブルトゥスがいる。プルタルコスは、彼女の先祖を独裁官ルキウス・クィンクティウス・キンキナトゥスのマギステル・エクィトゥム（副官）で、当時王位を狙っていると噂されたスプリウス・マエリウスを斬り殺したガイウス・セルウィリウス・アハラとしている。

## 略歴
彼女が生まれて早くに両親が離婚し、母方の叔父マルクス・リウィウス・ドルスス (護民官)の元で育てられたが、彼女が9歳の時に死別した。2度結婚しており、最初はマルクス・ユニウス・ブルトゥス・マイヨル（大ブルトゥス）と結婚、同名の息子ブルトゥスを産んだ。大ブルトゥスの死別後はデキムス・ユニウス・シラヌスと再婚、3人の娘を儲けた。
カエサルの愛人になったのは紀元前63年で、愛人関係は彼の暗殺（紀元前44年）まで続いた。息子ブルトゥスが暗殺の中心人物の1人だったことから陰謀はセルウィリアの邸宅で行われていたと考えられている。しかしながら第二回三頭政治では彼女はプロスクリプティオの対象とはならず、息子が紀元前42年のフィリッピの戦いで自死すると、遺灰は彼女の元に届けられたと言う。
没年は分かってはいないが、老衰で死んだと伝えられる。

## 家族
- マルクス・ユニウス・ブルトゥス・マイヨル - 最初の夫
  - マルクス・ユニウス・ブルトゥス - 息子
- デキムス・ユニウス・シラヌス - 2番目の夫
  - ユニア・プリマ - 娘。プブリウス・セルウィリウス・ウァティア・イサウリクス (紀元前48年の執政官)の妻
  - ユニア・セクンダ - 娘。マルクス・アエミリウス・レピドゥスの妻
  - ユニア・テルティア - 娘。ガイウス・カッシウス・ロンギヌスの妻